# Bosoród
Bosoród település Romániában, Erdélyben, Hunyad megyében.

## Fekvése
Pusztakalántól délkeletre fekvő település, a Surján-hegység lábainál található.

## Története
A település határában a Piatra Roșie 832 magas hegyén kr. e. I. - Kr. u. II. századból származó dák várat tártak fel.
Bosoród nevét 1733-ban említette először oklevél Basarod néven. 1760-1762 között Bosorod-nak írták.
1910-ben 1491 lakosa volt, melyből 1429 román, 48 cigány, 14 magyar volt. Ebből 1466 görögkatolikus ortodox volt.
A trianoni békeszerződés előtt Hunyad vármegye Hátszegi járásához tartozott.

## Gazdasága
A lakosság fő jövedelemforrása az állattenyésztés, növénytermesztés és fafeldolgozás.